# アピタ新潟西店
アピタ新潟西店（アピタにいがたにしてん）は、新潟県新潟市西区小新5丁目にある、ユニー株式会社が管理・運営するショッピングセンターである。

## 概要
新潟市西区郊外、JR小針駅と新潟バイパス黒埼ICを結ぶ市道小針線沿いに立地する。
総合スーパー「アピタ」を核店舗に、「スーパースポーツゼビオ」をはじめとする多数の専門店が出店している。開店当初は建物南側にユーホームが出店していたが、2006年（平成18年）に閉店し専門店街へと転換した。

### 沿革
- 1998年（平成10年） - ダイエーが新潟市小新への出店計画を表明[9]。
- 2000年（平成12年）2月 - 県により建設予定地が市街化調整区域から市街化区域に編入される[9]。
- 2002年（平成14年） - ダイエーが出店断念を表明し、代わりにユニーが出店表明[9]。
- 2003年 (平成15年) 4月25日 - アピタ新潟西専門店街と各テナントが開業。

## テナント
建物南側1階は、かつてユーホームが存在していたが、現在は専門店街で大型テナント（スーパースポーツゼビオなど）がメインとなっている。建物南側2階は駐車場となっている。
建物北側は、この西側はアピタ直営売場、東側は専門店街となっており、1階はアピタ食料品、日用品売り場を核とし、専門店街にはレストラン、ファッション店を多く配置している。2階はアピタ衣料品、雑貨売り場を核とし、専門店街にはフードコートや雑貨店を多く配置している。

## 周辺
道路を挟んで南東側には済生会新潟病院が立地する。また、西側には「小新白鳥東土地区画整理事業」により2010年代に造成された住宅地や商業地が広がり、ホームセンタームサシ新潟西店やYAMADAテックランド新潟西店をはじめとする大型店舗が並ぶ。
1～2 kmほど離れた新潟西バイパス 小新IC周辺にもイオン新潟西店（旧新潟サティ）をはじめとする大型店が並ぶ地区があり、競合関係にある。

## アクセス

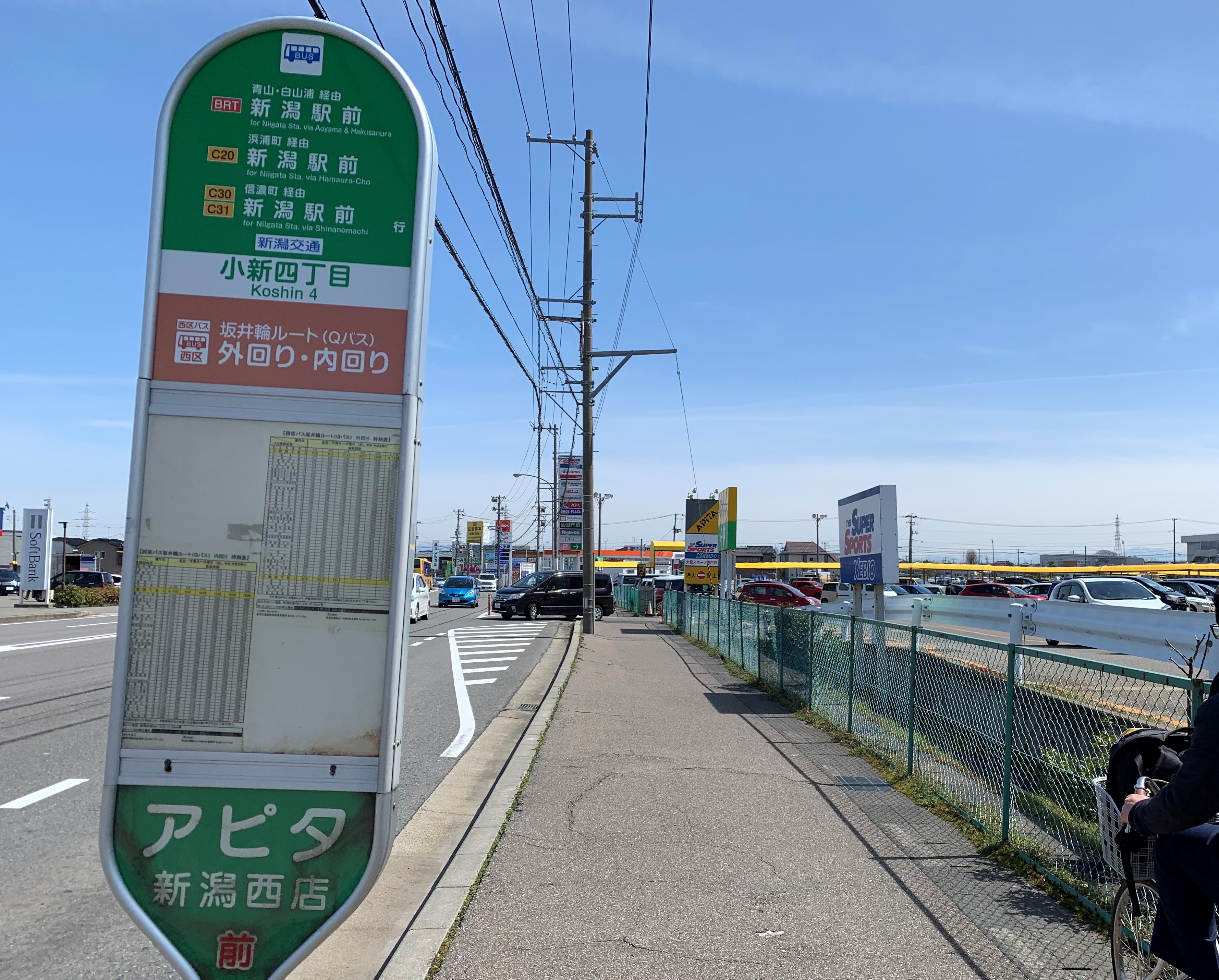
店前に位置する「小新四丁目」バス停（2020年3月）

### 公共交通
- JR小針駅から徒歩約20分。
- 新潟交通・西区区バス「小新四丁目」バス停から徒歩1分。
- 新潟交通「済生会病院前」バス停から徒歩1分（同バス停を発着する路線については済生会新潟病院#交通を参照）。

### 自家用車
- 新潟西バイパス・新潟バイパス 黒埼ICより市道小針線経由で約5分